# 664

Xuan Zang (il·lustració del)

## Esdeveniments
- Pesta a la futura Gran Bretanya
- Els musulmans ocupen Kabul

## Necrològiques
- Xuan Zang (603 - 664): monjo i peregrí xinès, que va escriure una memòria sobre les regions a l'oest de la Xina, molt important per la història de l'Àsia central i nord-oest de l'Índia.